# تاپلجونگ
تاپلجونگ (به لاتین: Taplejung) یک شهرداری در نپال است که در بخش تاپلجونگ واقع شده‌است. تاپلجونگ ۱٬۴۴۱ متر بالاتر از سطح دریا واقع شده‌است.